# Première Nation Peguis
La Première Nation Peguis, ou Première Nation de Peguis (en anglais : Peguis First Nation ; en ojibwé : Oshki-ishkonigan, « nouvelle réserve ») est la plus grande communauté des Premières Nations du Manitoba, au Canada.
La population de la nation est d'environ 11 438 personnes (3 607 personnes vivant dans la réserve et 7 831 en-dehors). Les membres de Peguis sont d'ascendance ojibwée (Saulteaux) et crie des marais.
La Première Nation est nommée en l'honneur du chef Peguis.

## Histoire
Le chef Peguis et sa bande s'installent près de l'actuelle ville de Selkirk à la fin des années 1700. Leur histoire est documentée dans les journaux de la Hudson's Bay Company, les colons de Lord Selkirk et la Church Missionary Society. Peguis et d'autres chefs signent le traité de Selkirk en 1817. Le traité alloue des terres le long des rivières Red et Assiniboine à Lord Selkirk et à ses colons pour une rente annuelle de tabac.
Le 3 août 1871, le fils de Peguis Mis-Koo-Kinew (ou Henry Prince) signe le Traité no 1 au nom de la bande de St. Peter, de la Première Nation à l'époque. Le Traité no 1 indique que 160 acre (0,65 km2) de terre seraient donnés à Peguis pour chaque famille de cinq personnes.
En 2008, la Première Nation Peguis annonce la finalisation d'une revendication territoriale avec le gouvernement fédéral du Canada. La revendication concerne des terres qui avaient été cédées près de Selkirk en 1907,.